# 4891
4891 – album zespołu 1984 wydany w 2007 roku nakładem Love Industry.
Materiał został zarejestrowany w latach 2006–2007 w Łodzi w składzie Piotr Liszcz „Mizerny” i Robert Tuta. Pierwszym singlem promującym album był „Całe miasto śpi”.
Tytuł płyty to nazwa zespołu pisana wspak.

## Lista utworów
Źródło:.
1. „Całe miasto śpi” – 3:12
2. „Głębia” – 3:03
3. „Wieże Babilonu” – 5:10
4. „Ćma” – 3:30
5. „2007” – 4:20
6. „Mija moda na psychozę” – 3:45
7. „Plastikowy ocean” – 3:19
8. „Zahipnotyzuj mnie” – 3:21
9. „Dla kogo pracujesz?” – 2:27
10. „Zimna kraina” – 3:15
11. „Terror stygmatyzer” – 4:26
12. „Człowiek” – 8:16

## Skład
Źródło:.
- Piotr Liszcz – śpiew, gitara, gitara basowa
- Robert Tuta – gitara basowa, instrumenty klawiszowe, programowanie